# Leptochitonoides vitiazi
Leptochitonoides vitiazi – gatunek morskiego widłonoga z rodziny Chitonophilidae; jedyny przedstawiciel rodzaju Leptochitonoides. Gatunek i rodzaj opisali w 2005 roku rosyjscy zoolodzy G.W. Awdiejew i B.I. Sirenko. Skorupiaki te są pasożytami chitonów. Okazy typowe (holotyp – samica, paratypy – samica i 2 samce) zostały pozyskane z Leptochiton belknapi złowionego w 1969 roku w Oceanie Spokojnym na głębokości 300 metrów w pobliżu Wyspy Księcia Walii (55°23′N 134°46′W/55,383333 -134,766667; stan Alaska). Epitet gatunkowy pochodzi od nazwy statku badawczego Witiaź, z którego złowiono materiał typowy.